# Maria Joanna Radomska

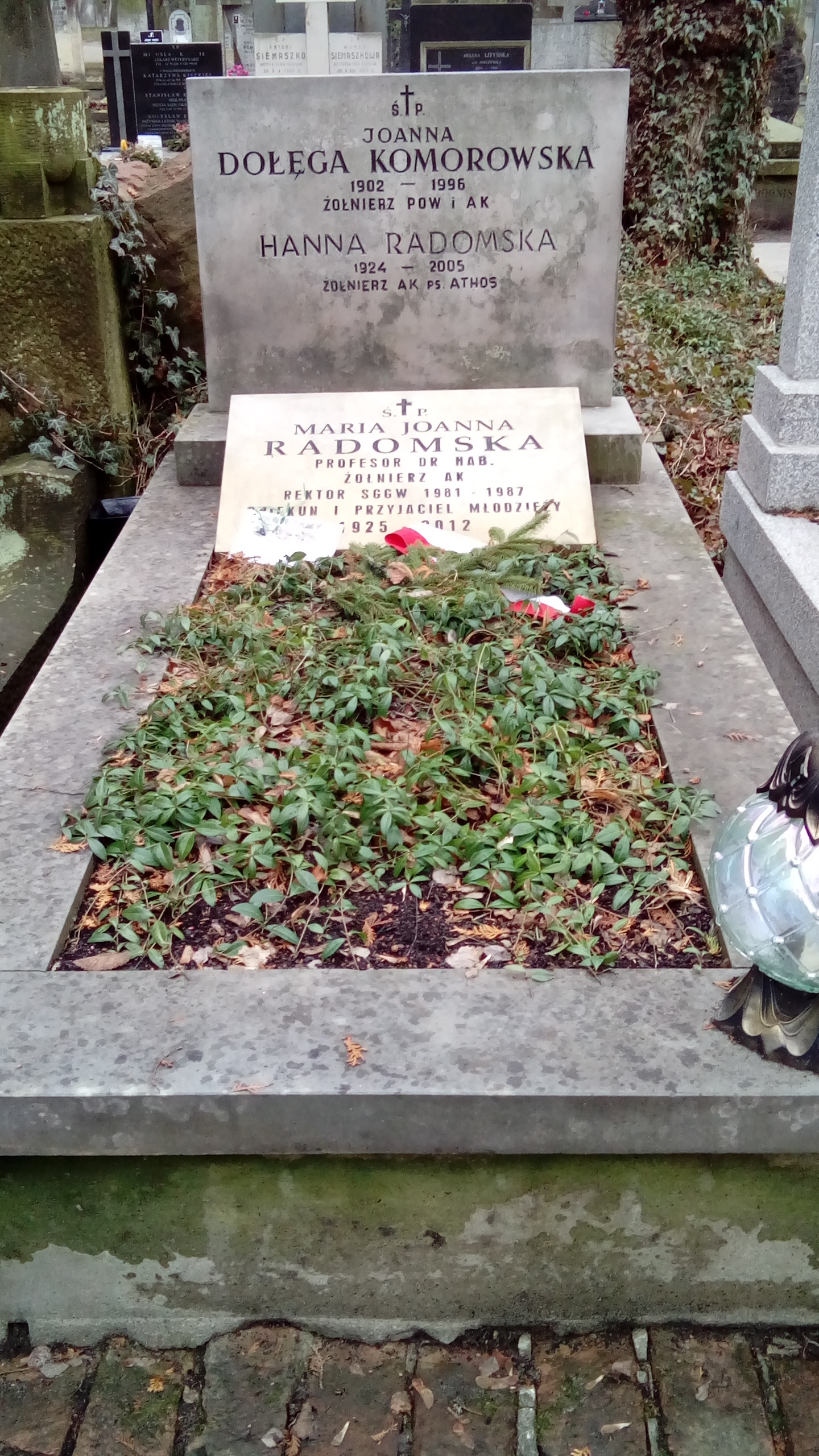
Grób Marii Joanny Radomskiej na warszawskim cmentarzu Powązkowskim

Maria Joanna Radomska (ur. 9 grudnia 1925 w Warszawie, zm. 23 czerwca 2012 w Warszawie) – polska przedstawicielka nauk rolniczych, zootechnik, specjalizująca się w genetyce i hodowli zwierząt, rektor Szkoły Głównej Gospodarstwa Wiejskiego w Warszawie.

## Życiorys
Urodziła się w inteligenckiej rodzinie. W czasie wojny należała do Armii Krajowej do Zgrupowania Jodła „IBIS”.
W 1950 ukończyła studia na Wydziale Rolniczym SGGW, a od 1962 roku była pracownikiem naukowym tej uczelni.
Po ukończeniu studiów rozpoczęła pracę w Rolniczym Zakładzie Doświadczalnym Siejnik na Mazurach, a później przeniosła się do Warszawy. Pracowała wówczas w Zakładzie Hodowli Doświadczalnej Zwierząt PAN, gdzie uzyskała stopień doktora nauk rolniczych. Po reorganizacji w PAN-ie przeniesiono ją do Zakładu Hodowli Owiec SGGW, gdzie uzyskała stopień docenta nauk rolniczych. Objęła tam również stanowisko Kierownika Zakładu Genetyki Populacji w Katedrze Ogólnej Hodowli Zwierząt SGGW.
Habilitowała się 16 listopada 1964 roku na Wydziale Hodowli Zwierząt SGGW na podstawie pracy pt. Studia porównawcze nad niektórymi metodami oceny tryków na podstawie potomstwa.
W 1972 została profesorem SGGW. Profesorem zwyczajnym nauk rolniczych została mianowana w 1979 roku.
W latach 1966–72 pełniła funkcję prodziekana, a następnie dziekana Wydziału Zootechnicznego. Rektorem SGGW była w latach 1981–87. Była jedną z pierwszych w Polsce kobiet, które pełniły funkcję rektora wyższej uczelni. Wcześniej od niej rektorem została Eugenia Stołyhwowa, która w latach 1950–1955 pełniła tę funkcję w Akademii Wychowania Fizycznego im. Bronisława Czecha w Krakowie.
Profesor Radomska była również działaczką opozycyjną w PRL. Należała do warszawskiego KIK-u, w listopadzie 1980 została członkiem Towarzystwa Kursów Naukowych, a w latach 1985–1989 była członkiem Prymasowskiej Rady Społecznej.
Zmarła 23 czerwca 2012, a 29 czerwca po mszy świętej w kościele św. Katarzyny została pochowana w grobie rodzinnym na warszawskich Powązkach (kw. 234–V–7).

## Wybrane publikacje
Dorobek naukowy Profesor Radomskiej to między innymi 47 rozpraw, 13 podręczników i skryptów oraz 12 ekspertyz i prac projektowych.
- Wychów jarek i tryków (1962)
- Studia porównawcze nad niektórymi metodami oceny tryków na podstawie potomstwa (1964)
- Podstawy chowu i żywienia zwierząt (1972, redakcja pracy zbiorowej)
- Ćwiczenia z genetyki zwierząt (1974, współautor)
- Metody i kierunki doskonalenia zwierząt (1975)
- Podstawy zootechniki (1990, wspólnie z Aleksandrą Knothe, ISBN 83-01-09823-6)
- Byłam rektorem: 1981-1987 (1994, ISBN 83-86241-25-X)
- Podstawy hodowli i użytkowania zwierząt (2001, współautor, ISBN 83-7274-033-X)
- Mazowieckie piaski (2007, ISBN 978-83-240-0790-5)

## Odznaczenia i nagrody
- Krzyż Armii Krajowej
- Krzyż Walecznych
- Odznaka Grunwaldzka
- Krzyżem Kawalerskim Orderu Odrodzenia Polski
- Medal Komisji Edukacji Narodowej
- Komandoria z Gwiazdą Orderu Świętego Sylwestra Papieża nadana przez Ojca Świętego Jana Pawła II
- Nagroda im. bp. Romana Andrzejewskiego, przyznana przez Radę Fundacji „Solidarna Wieś”, 2005[6]